# 笹本憲史
笹本 憲史（ささもと のりふみ、1949年2月23日 - ）は、日本の俳優。本名及び旧芸名は笹本 顕。別名義、笹入 舟作（ささいり しゅうさく）。
山梨県出身。文学座附属演劇研究所卒業。サン・プロモーション、神南コーポレーション、オールウェイブ・アソシエツを経て株式会社シーグリーン所属。
特技は日本舞踊。趣味は海釣り、パチンコ、パソコン、男の料理（野外料理）。

## 出演

### テレビドラマ
- ワイルド7（1972年 - 1973年、NTV）- ヘボピー 役
- 刑事くん 第2部 第2話 ｢窓も涙も暖かい｣ （1973年、TBS）- ドライブインの客 役
- ダイヤモンド・アイ第12話「ゲララチンの総攻撃」（1973年、NET）- ゲララチン 役（ウルフ）
- どっこい大作第30話「男一匹こなごなだ!!」（1973年、NET）
- 仮面ライダーV3第23話「恐怖! 墓場から来た吸血男」（1973年、MBS）- プロペラカブトに襲われる若者 役
- 特捜最前線（ANB）
  - 第89話「パトロール婦警狙撃事件!」（1978年）
  - 第179話「面影」（1980年）
  - 第199話「悪魔のような女!」（1981年）
  - 第294話「母のメロディーが聞こえた!」（1983年）
- 大河ドラマ（NHK）
  - 草燃える（1979年）- 三浦の郎党 役
  - 獅子の時代（1980年）- 官軍 役
  - 峠の群像（1982年）- 岡島八十右衛門 役
  - 徳川家康 第49話（1983年）- 近侍 役
  - 山河燃ゆ（1984年）
  - 春の波涛（1985年）- 壮士 役
- 西遊記 パート1 第21話「豚教国 翠蓮王女いざ出陣!」（1979年、NTV）
- 日本巖窟王（1979年、NHK）- 大月東馬 役
- 新五捕物帳（NTV）
  - 第65話「あした幸せなら」（1979年）- 太吉 役
  - 第153話「罠にはめられた女」（1981年）- 政吉 役
  - 第177話「日陰に咲いた父子草」（1982年）
- 大江戸捜査網（1979年、12ch）
  - 第388話「偽装殺人の黒い霧」
  - 第390話「腰抜け侍 怒りの封印刀」
- 騎馬奉行第19話「破れ同心と女郎花」（1980年、KTV / CX）
- そば屋梅吉捕物帳第25話「地獄の底で笑う奴」（1980年、12ch）- 留蔵 役
- 同心部屋御用帳 新・江戸の旋風 第10話「簪は知っていた」（1980年、CX）
- 大激闘マッドポリス'80第2話「No.1抹殺計画」（1980年、NTV）
- 爆走! ドーベルマン刑事第11話「挑戦 目黒の赤い星!」（1980年、ANB）
- 太陽にほえろ!（NTV）
  - 第407話「都会の潮騒」（1980年）- 前島幸男 役
  - 第413話「エーデルワイス」（1980年）- 西川広 役
  - 第434話「ある誘拐」（1980年）- 倉田市郎 役
  - 第445話「人質を返せ!」（1981年）- 古賀久 役
  - 第462話「あなたにその声が聞こえるか」（1981年）- 高沢 役
  - 第490話「われらがボス」（1982年）- 黒田実 役
  - 第527話「雨の降る街」（1982年）- 浜田 役
  - 第547話「ドックの恋愛術」（1983年）- 星野達雄 役
  - 第597話「戦士よ さらば・ボギー最後の日」、第598話「戦士よ 眠れ・新たなる闘い」（1984年）- 秋山務 役
  - 第637話「模擬訓練」（1985年）- 倉田肇 役
  - 第658話「ラガーよ、俺たちはおまえがなぜ死んだか知っている」（1985年）- 探偵・木村 役
- 噂の刑事トミーとマツ（TBS）
  - 第1シリーズ 第35話「のぞいちゃ駄目よ!トミーとマツ」（1980年）
  - 第2シリーズ（1982年）
    - 第7話「トミマツふらふら! ジャズダンスに潜入」- 黒姫組構成員 役
    - 第27話「トミマツ卒倒! 出たァアメリカ仕込みの蛇女」- 大林（支配人）
- 鬼平犯科帳 第1シリーズ 第22話「鯉肝のお里」（1980年、ANB）
- 木曜座 / 愛の教育第6話「嵐の夜の出来事」（1980年、TBS）
- 大捜査線シリーズ 追跡 第35話「裏切りの街・大都会」（1980年、CX）
- 旅がらす事件帖第11話「真っ赤な花咲く運命峠」（1980年、CX）
- ザ・ハングマンシリーズ（ABC）
  - ザ・ハングマン
    - 第2話「その命、五千万」（1980年）- 平林秘書 役
    - 第25話「さらばブラック 怒りの爆死」（1981年）- 助川の秘書の部下 役

  - ザ・ハングマンII 第19話「女子留学生を売る吸血医」（1982年）- 佐久間のボディーガード 役
  - ザ・ハングマン4 第3話「若い身体から内臓が奪われる!」（1984年）- 静風会病院の偽・救急隊員 役
- 走れ!熱血刑事第3話「夜明けの心中!?」（1980年、ANB）
- 時代劇スペシャル / 八幡鳩九郎（1981年、CX）
- 同心暁蘭之介（CX）
  - 第7話「折り鶴が飛んだ」（1981年）
  - 第40話「火祭り変化」（1982年）
- 秘密のデカちゃん 第21話「ナヌ! 夫婦でダブル見合いだと?!」（1981年、TBS） - 宝石強盗（白ジャケット）
- 西部警察 第97話「第41雑居房」（1981年、ANB）- 阿部健一 役
- 愛のホットライン第9話「十四歳の殺し屋」（1981年、CX）- 松井 役
- 花王 愛の劇場（TBS）
  - 挽歌（1982年）
  - 黒革の手帖（1984年）
- 火曜サスペンス劇場（NTV）
  - 危機一髪の女 雨の横浜で狙われた私（1982年）
  - 一年半待て（1984年）
  - 警視庁鑑識班第6作「女の目撃証言通りに描いた顔の男は無実 - 似顔絵一筋35年の老鑑識員の屈辱」（1998年）- 警察署長 役
- ザ・サスペンス（TBS）
  - 後鳥羽伝説殺人事件松江-尾道心の旅路 今甦るレイプの傷跡（1982年）
  - 十津川警部シリーズ第5作「寝台特急『紀伊』殺人行 14号車に消えた美女」（1984年）
- 連続テレビ小説 / おしん第191話（1983年、NHK）
- 木曜ゴールデンドラマ / 裁かれる母性（1983年、YTV）
- 流れ星佐吉第11話「首すっ飛んで大悲鳴!」（1984年、KTV）
- 毎度おさわがせします最終話「走れポコチン」（1985年、TBS）- デートパブマスター・中島 役
- 誇りの報酬第42話「狙撃者は誰をねらったか」（1986年、NTV）- 殺し屋・タツミ 役
- あきれた刑事（1987年、NTV）
- ラスト・フレンド（1993年、THK）
- 鉄オタ道子、2万キロ 第3話「静岡県・奥大井湖上駅、ひらんだ駅/日本一の絶景駅へ」（2022年、TX）

### 映画
- 女体育教師 跳んで開いて（1981年、にっかつ）- 青木 役
- ガメラ2 レギオン襲来（1996年、東宝）- 防衛庁幕僚 役

### その他
- 今夜は好奇心!（1990年 - 1994年、CX）- レポーター
- 榎さんのすももくらぶ（TX）- ナレーター
- 文珍の歴史なんなんだ!（THK）- レポーター
- ふれあい見つけ旅（THK）- レポーター
- 夢劇場（ゆうゆう夢ch）- 語り
- 日韓漁民漁業協定に揺れる（NHK松江）- 語り
- クイズ!脳ベルSHOW（2020年5月6日・5月7日、BSフジ）- ゲスト